# レインスプーナー
レインスプーナー（英:Reyn Spooner）は1961年にレイン・マッカラー(英:Reyn McCullough)とルース・スプーナー(英:Ruth Spooner)が、アメリカ合衆国ハワイ州にて創業したアパレルブランドである。

## 歴史
カリフォルニア州カタリナ島で育ったレイン・マッカラーは第二次世界大戦終戦後カタリナ島アバロンの紳士服で働き始め、自身の鋭い洞察力を発揮し1945年に当時勤めていた店を買取り、店名を「Reyn's Man's Wear」として開業、その後カリフォルニアで6店舗を経営し、優れた紳士用リゾートウェアとスポーツウェアを常時取り扱っていると評判を得ていました。
1957年初めてハワイに訪れたレインはハワイ諸島での生活に魅了されハワイも州への昇格目前という状況に好機を見出し、1958年には家族を連れホノルルへ移住、翌年の1959年にアラモアナ・ショッピング・センターが開業した時に「Reyn's Man's Wear」の最初の店舗をオープンした。
その一方、ワイキキビーチの小さな草小屋で特注のサーフトランクスを生産し、比類なき品質によってハワイ全土でも好評を得て「ミシンの帝国」を築き上げていたルース・スプーナーはレインがハワイに移住してすぐ業務提携が始まった。レインがボードショーツやシャツをデザインし、ルースが裁縫を手掛けた。
1961年にお互いの会社を合併させ現在のReyn Spoonerが誕生した。

## デザイン
毎シーズン、新規の独占的な図版や非公開アーカイブからインスピレーションを得て1つ1つ手描きでデザインを書き起こす事で、レインスプーナーはハワイの遺産を反映しつつもハワイの枠組みを超えた限定販売の衣服の製作が可能となっている。

デザインを採用したシャツにはリミテッドエディションとヘリテージコレクションと2種類があり、リミテッドエディションは、たとえそのプリント柄が即時に完売したとしても再生産しないという意味で売り切れ次第終了となる。

反対にヘリテージコレクションは数シーズンか、1､2年のあいだ販売が続くプリント柄から構成され、代表例としてライハナセーラーが挙げられる。
1968年に初めて発表されたレインスプーナーを代表するデザインである「ラハイナセーラー」は、カラーバリエーションは長年にわたってリミテッドエディションとして製造されていますが、ネイビー、デニム、ピンク、レッド、ナチュラルカラーといった一部の色はヘリテージコレクションとして販売されています。

## リバースプリント
リバースプリントとは、染色した生地の"裏側"をシャツの表に使う事。「レインスプーナー」が1960年代に発売し、当時としては革命的な技法として評された。

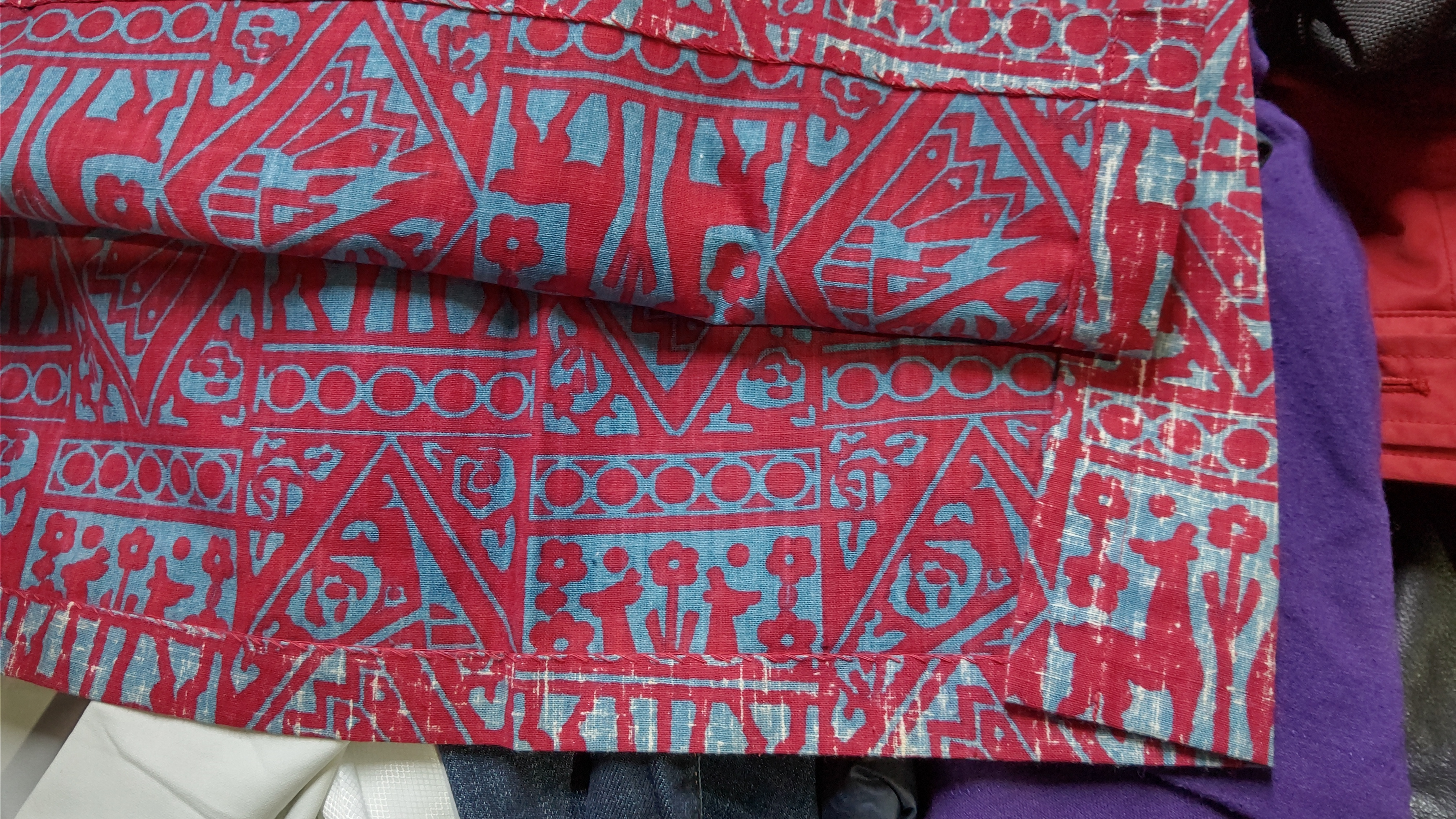
リバースプリントの画像

## 日本におけるレインスプーナー
日本では1996年頃から百貨店、専門店でインポートを中心に展開がスタート。2015年に伊藤忠商事が日本における独占輸入販売権とマスターライセンス権を取得し、2016年春夏から総合的なブランディングを始めた。
インポートは百貨店販路を主力とする一方、ライセンスはセレクトショップへの供給が中心。伊藤忠商事は、インポートとライセンスを組み合わせた販売を推進しており、2016年はウェア、靴、バッグ、タオル、帽子の5分野の展開だったが、その後、傘、水着、インテリアなどにアイテムを拡充している。